# Fragmento de análisis de un caso de histeria
Fragmento de análisis de un caso de histeria (en alemán Bruchstück einer Hysterie-Analyse) es un historial clínico elaborado por Sigmund Freud, que aun escrito en enero de 1901 sería publicado posteriormente entre octubre y noviembre de 1905. La conclusión del primer manuscrito del 24 de enero de 1901 llevaba por título Sueños e histeria, fragmento de un análisis.

## Contenido
Conocido también como el Caso Dora, hace referencia a una paciente tratada por Freud en 1900 (aunque acudiría por primera vez a su consulta en 1898), una muchacha de dieciocho años Dora, cuyo nombre real era Ida Bauer, y cuyo tratamiento terminaría inesperadamente el 31 de diciembre.
En palabras del propio Freud: Ayer terminé Sueños e histeria. Es un fragmento del análisis de un caso de histeria, y las elucidaciones versan en él en torno de dos sueños. De modo que en realidad es una continuación del libro sobre los sueños. [La interpretación de los sueños (1900a) había sido publicado un año antes.] Contiene además soluciones de síntomas histéricos y consideraciones acerca del fundamento sexual-orgánico de esta enfermedad en su conjunto (...).